# Kidrič-Preis
Der Kidrić-Preis (slowenisch: Kidričeva nagrada) war die höchste slowenische Auszeichnung für wissenschaftliche Leistungen oder wissenschaftliche Forschungsarbeiten in den Jahren 1957 bis 1991.

## Geschichte
Der nach dem Mitbegründer der kommunistischen Partei Sloweniens Boris Kidrič benannte Preis und wurde jedes Jahr am 10. April, am Tag vor dem Todestag von Boris Kidrič, für hochwertige, im Vorjahr veröffentlichte wissenschaftliche Originalarbeiten verliehen. Die Entscheidung über die Preisverleihung lag beim Vorstand einer Stiftung, des Boris Kidrič-Fonds.
Ursprünglich wurden die Preise in den Bereichen der Wirtschafts-, Sozial- und Naturwissenschaften verliehen, ab 1960 auch in den Bereichen Mathematik, Naturwissenschaften, Ingenieurwesen, Biotechnologie, Medizin, Sozial- und Geisteswissenschaften.

## Preisträger
- 1957: Milan Vidmar, Ivan Rakovec, Josip Priol[2]
- 1958: Bojan Accetto, Ivan Matko, Janez Kanoni, Dušan Hadži[2]
- 1959: Ervin Prelog[3]
- 1960: Janez Dular, Gabrijel Kernel, Mitja Kregar, Miodrag Mihailović, Gvido Pregl, Mitja Rosina, Črtomir Zupančič[1]
- 1961: Anton Melik, Jurij Štempihar, Robert Blinc, Snegulka Detoni, Igor Levstek, Milan Pintar, Anton Prelesnik[1]
- 1962: Sergij Vilfan, Mirjan Gruden[4]
- 1963: Ivan Kuščer, Jovan Hadži, Milica Valentinčič[5]
- 1964: Peter Gosar, Alija Košir, Dušan Kermavner[6]
- 1966: Marjan Ribarič, Robert Neubauer[7]
- 1967: Lovro Pičman, Vlado Schmidt[8]
- 1968: Anton Železnikar, Karel Ferlež, Jože Pokorn[9]
- 1970: Ivan Vidav, Darko Jamnik, Gabrijel Kernel, Niko Bezić, Dušan Brajnik, Anton Brinšek, Uroš Miklavžič, Jože Šnajder, Jožef Rant[10]
- 1971: Franc Cvelbar, Alenka Hudoklin, Miodrag V. Mihajlović, Mitja Najžer, Milan Potokar, Vekoslav Ramšak[11]
- 1972: Anton Kuhelj, Lujo Šuklje, Franc Čelešnik, Alojzij Finžgar[12]
- 1973: Branko Brčič, Marija Perpar, Ivan Župančič, Miha Mali, Radko Osredkar, Anton Prelesnik, Janez Seliger, Lado Vavpotič[13]
- 1974: Srečko Brodar, Sergej Pahor, Anton Suhadolc, Ciril Rekar, Andrej O. Župančič, Metod Mikuž[14]
- 1975: Robert Blinc, Franjo Kočevar, Rudolf Pipan, Milan R. Dimitrijevič, Franc Koblar, Anton Ocvirk, Fran Zwitter[15]
- 1976: Dušan Hadži, Josip Globevnik, Marja Boršnik, Josip Vidmar, France Černe[16]
- 1977: Miha Tišler, Branko Stanovnik, Ivan Sovinc, France Adamič, Svetozar Ilešič, Rudi Kyovsky[17]
- 1978: Dušan Lasič, Lev Milčinski, Vinko Kambič, Lojze Ude, Anton Bajec[18]
- 1979: Davorin Dolar, Viktor Turnšek, Mirko Derganc, Jože Goričar[19]
- 1980: Jože Slivnik, Andrej Ažman, Radislav Pavletič, Anton Ramovš, Stojan Pretnar, Gorazd Kušej[20]
- 1981: Ladislav Kosta, Savo Lapanje, Rudi Ahčan, Drago Lebez, Bojan Varl, Boris Paternu, Roman Savnik[21]
- 1982: Drago Kolar, Ervin Prelog, Stanko Banič, Anton Slodnjak, Adolf Bibič[22]
- 1983: Anton Peterlin, Roman Modic, Janez Brglez, Janez Stanovnik, Anton Trstenjak[23]
- 1984: Vito Turk, Ljubo Golič, Franc Vodopivec, Miroslav Brzin, Franc Zadravec[24]
- 1985: Peter Prelovšek, Venceslav Rutar, Ivan Vizovišek, Franc Janežič, Viktor Korošec[25]
- 1986: Bosiljka Tadić, Raša, Ernest Maver, Evgen Kansky,  Bogdan Brecelj, Dušan Moravec, Aleksander Bajt[26]
- 1987: Milan Schara, Marjeta Šentjurc, Ludvik Gyergyek, Jože Ferčej, Dragotin Cvetko, Janko Pleterski[27]
- 1988: Franc, Boštjan Žekš, Adrijan Levstik, Janez Levec, Miro Košak, Jaroslav Šašel, Stojan Cigoj[28]
- 1989:  Miodrag V. Mihailović, Boris Žemva, Igor Grabec, Rudolf Pavlin, Jože Trontelj, Bogo Grafenauer, Vlado Benko[29]
- 1990: Slobodan Žumer, Bojan Mohar, Alojz Kralj, Tadej Bajd, Janez Batis, Bojan Čop[30]
- 1991: Gabrijel Kernel, Jure Zupan, France Vreg, Milica Kacin Wohinz[31]